# Zona esférica

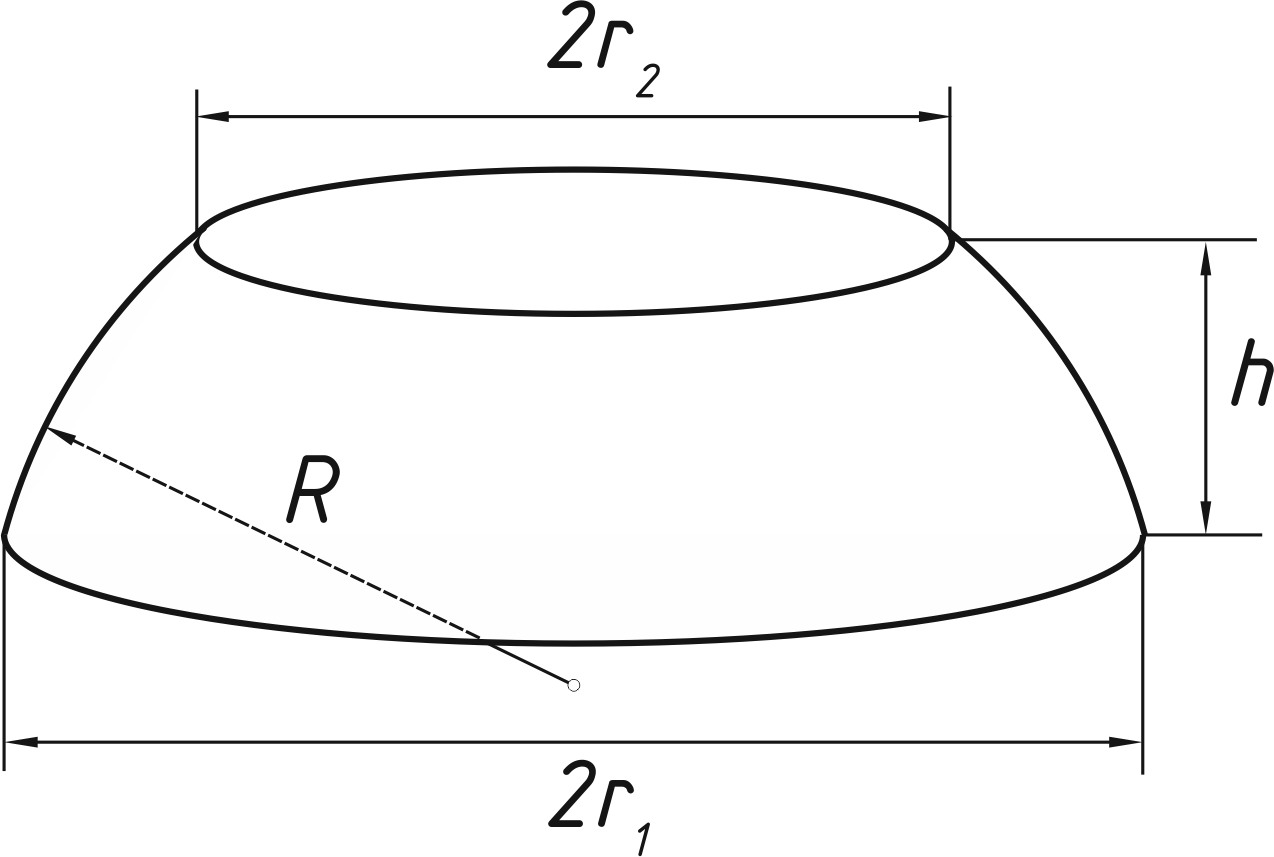
Un segmento esférico que define una zona esférica.

En geometría, se denomina segmento esférico al sólido definido por cortar una esfera con un par de planos paralelos.
Se la puede visualizar como un casquete esférico con la parte superior truncada, y por lo tanto corresponde a un frustum esférico. La superficie del segmento esférico (excluidas las bases) es denominada zona esférica.
Si el radio de la esfera es denominado R, y los radios de las bases del segmento esférico r1 y r2, y la altura del segmento (la distancia entre los planos paralelos) es denominada h, el volumen del segmento esférico es:
{\displaystyle V={\frac {\pi h}{6}}(3r_{1}^{2}+3r_{2}^{2}+h^{2})\,}
El área de una zona esférica, que excluye a las tapas superior e inferior, es expresada por la fórmula:
{\displaystyle A=2\pi Rh\,}